# Métricas no nível do artigo
Métricas em nível de artigo são métricas de citação que medem o uso e o impacto de artigos acadêmicos individuais.

## Adoção
Tradicionalmente, a bibliometria tem sido usada para avaliar o uso e o impacto da pesquisa, mas geralmente concentra-se em métricas no nível de periódicos, como o fator de impacto, ou métricas no nível de pesquisadores, como o índice h. As métricas no nível do artigo, por outro lado, podem demonstrar o impacto de um artigo individual. Isso está relacionado, de modo distinto, à altmetria.
A partir de março de 2009, a Biblioteca Pública da Ciência introduziu métricas em nível de artigo para todos os artigos. O editor de acesso aberto PLOS fornece métricas em nível de artigo para todos os seus periódicos incluindo downloads, citações e altmetrias. Em março de 2014, foi anunciado que as estatísticas do COUNTER, que medem o uso de recursos acadêmicos on-line, agora estão disponíveis no nível do artigo. A estatística do índice de impacto individual, conhecida como i3, foi desenvolvida pelo Dr. Jacques Balayla e emprega um novo método para fornecer uma métrica padronizada em nível de artigo.